# Supercoppa serba 2016 (pallavolo femminile)
La Supercoppa serba 2016 si è svolta il 13 ottobre 2016: al torneo hanno partecipato due squadre di club serbe e la vittoria finale è andata per la prima volta allo Ženski odbojkaški klub Jedinstvo Stara Pazova.

## Regolamento
Le squadre hanno disputato una gara unica.

## Squadre partecipanti
| Squadra                | Qualificazione                                       | Ultima partecipazione |
| ---------------------- | ---------------------------------------------------- | --------------------- |
| Jedinstvo Stara Pazova | Finalista Coppa di Serbia 2014-15                    | Debutto               |
| Vizura                 | Vincitrice Superliga 2015-16/Coppa di Serbia 2015-16 | Supercoppa serba 2015 |

## Torneo
| 13 ottobre 2016 Sportski centar Vizura, Belgrado Durata: 1h:54 - Spettatori: ? | Vizura | 2 - 3 | Jedinstvo Stara Pazova | 20-25, 25-23, 14-25, 25-14, 7-15 |